# 中国大返还

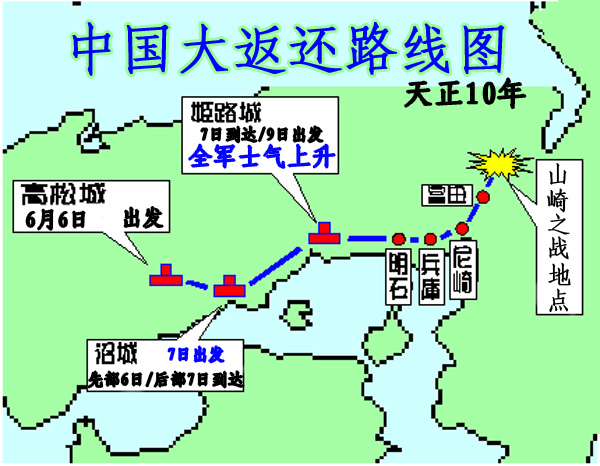
中国大返还示意图

中國大返還（日语：中国大返し）是指日本天正十年六月（公元1582年6月），奉織田信長之命征討中國地方毛利氏的羽柴秀吉（後改名豐臣秀吉），在接獲本能寺之變的消息後，迅速與毛利氏議和，率領部隊在僅僅七天時間内完成了自中國地方至京都194公里的急行軍。
大返還起訖時間為天正十年六月六日至六月十二日（公元1582年6月25日至7月1日），但另一說為天正十年六月三日（公元1582年6月22日）即开始，相差3日應為羽柴秀吉為大返還而做的準備時間。
羽柴秀吉的軍隊在隨後的六天（13日~18日）時間以數倍兵力赢得了對明智光秀的討伐戰，史称山崎之战。

## 過程

### 對毛利氏騙局
在明智光秀策动本能寺之變后不到两天的时间（即天正10年6月3日，1582年6月3日深夜）就得到了织田信长切腹自尽的消息。这时羽柴秀吉对备中高松城的围攻正进入僵持阶段。忽然得到噩耗的羽柴秀吉处变不惊，竭力封锁消息，翌日依旧照常巡视阵营。并作和歌一首用弓箭射进敌方阵营：「只要两川合一，调入人工湖，毛利高松，也只能变成水里面的藻屑」（秀吉对备中高松城的围攻是用水攻，此时城外已经形成了一个包围全城的大人工湖；两川暗指吉川元春与小早川隆景）。面对毛利氏的议和提议，羽柴秀吉仍旧摆出高姿态，强调需要守城武将清水宗治切腹方会接受议和。
很快毛利氏方面给予了回应：清水宗治亲自派使者告知羽柴秀吉自己将会在正午时分切腹，请求羽柴秀吉放过高松城的数千名士兵。正午时分清水宗治随同兄长清水月清及数名随从乘船至人工湖切腹。羽柴秀吉则在毛利氏议和使者安国寺惠琼的陪同下观看了切腹仪式，随即与毛利氏签订和约，并将事前约定毛利氏需要割让的五国土地减少到了一半。

### 胜利撤退
和约签订后羽柴秀吉将织田信长死亡，这个当时只有黑田官兵卫和自己两人知道的消息告诉了全体将士。并着手部署撤退计划，安排黑田官兵卫负责殿后。又命早年收养的义子堪八郎和妻子于弥的叔父杉原家次负责毁坏人工湖堤坝，以防止毛利氏察觉后的追袭。断后工作安排妥当后，宇喜多秀家率领第一梯队开始了撤退工作。并下令军士在白天须得井然有条，旗帜整齐。夜间则收束旗帜，全力奔行。日夜兼程的开始了中国大返还的实质性撤退工作，以求安全迅速的到达京都。
虽然在羽柴秀吉撤退大约八小时后，纪州杂贺利用飞脚船通报毛利氏，可在毛利氏得到消息时，已经几乎过了廿小时了。得到消息后毛利氏连夜召开会议，吉川元春对于羽柴秀吉危急关头依然赚得清水宗治得切腹深感厌恶，而极力主张追击羽柴秀吉的撤退部队，并且认为这是一举击溃羽柴秀吉的大好机会，甚至声称这样的情况下自己一个都能解决掉羽柴秀吉。然而一直充当调停人的毛利家外交僧安国寺惠琼则认为，羽柴秀吉精锐的鐵炮队即使在撤退时依旧拥有良好的作战能力。小早川隆景亦指出追击军事才能卓越的羽柴秀吉没有必胜的把握，况且已经签订了和约而毛利氏因長久以来信义为本的做法最终使他们听取小早川隆景的建议并没有派出追兵。事后羽柴秀吉在奔波中亦修书感谢小早川隆景的帮助，声称自己必须为织田信长报仇，倘若侥幸不死必定前往吉田郡山城负荆请罪。

### 合战的准备
在持续的奔波中羽柴秀吉一直在为即将到来的合战做准备，并派遣一直充当自己和织田信长联络官的堀秀政前往游说与明智光秀关系密切的细川藤孝和筒井顺庆。又派出使者前往联合织田信长生前的重臣丹羽长秀，后者欣然应允随后率领本部的几千名军士加入羽柴秀吉的阵营。而笼络细川藤孝和筒井顺庆的工作则并不顺利。
另一方面已经将战场预设在京都和大坂之间的羽柴秀吉认识到淀川沿野附近的两个城主对于这次合战的重要性－他们分别是高槻城的城主高山右近和茨木城的城主中川清秀。两人都是当年背叛织田信长的荒木村重属臣，在荒木村重被剿灭后划归丹波国主明智光秀的麾下。在知道重要性后的游说工作几乎同时进行，高山右近虔诚的信奉基督教恰好与黑田官兵卫是教友又是关系亲密的朋友。在黑田官兵卫的游说下，高山右近很快加入羽柴秀吉的阵营。随后羽柴秀吉亲自修书并指派中川清秀的妹夫古田重然前往游说，在经过一晚的思虑后，中川清秀答应了羽柴秀吉的要求，并送去人质。
在战前准备几近完成的时候，羽柴秀吉下令蜂须贺正胜将所有的军资金（合计黄金八百枚，银子七百七十贯）平均分发给麾下的步兵、鐵炮和弓箭队队长以上职务的人员。而后将剩余军粮（合计八万五千石）分发给麾下士兵，士兵和走卒更是可以领取日常5倍的份额。天正10年6月10日完成一切准备工作的羽柴秀吉率部进入摄津国的尼崎城，这时已经形成羽柴秀吉联军四万对阵明智光秀一万七千的悬殊比例。随后而来的将是史称山崎之战的明智光秀讨伐战。

## 路线和时间
天正10年6月2日：本能寺之变爆发，羽柴秀吉备中高松城攻略对峙中。

天正10年6月3日：毛利家派遣议和使者安国寺惠琼，夜间羽柴秀吉得知织田信长死亡的消息。

天正10年6月4日：备中高松城主清水宗治切腹，羽柴秀吉与毛利氏和约达成，毛利氏割让领土。

天正10年6月5日：派遣使者前往游说中川清秀，高山右近等人寄送『信长长存』信函。光秀軍攻陷安土城與長濱城

天正10年6月6日：自备中高松城退却，先锋宇喜多秀家，殿后黑田官兵卫，总兵力两万五千人（其中鐵炮队一万一千人）。同日先锋宇喜多秀家到达备前沼城。移動距離22km

天正10年6月7日：兩日到达姬路城，移動距離70km，分发所有军资金和军粮。秀吉养子秀胜（既织田信长之子）等人为『凭吊之战』削发（割断象征生命的发髻，寓意以死相拼）立誓。朝廷勅使吉田兼見祝賀明智光秀於安土城的勝利

天正10年6月9日：花費一日到达明石，移動距離35km，一部分部队到达淡路。明智光秀上洛，向朝廷獻上銀子，足利義昭進入京都，對吉川元春父子・小早川隆景發出命令。

天正10年6月11日：到达尼崎城，移動距離18km(兵庫)+26km，池田恒兴、中川清秀、高山右近等人加入阵营。秀吉剃髮

天正10年6月12日：到達富田，移動距離23km。

6月13日山崎之戰開始，

## 影响
由于在得知织田信长死亡后，如此短的时间内完成对明智光秀势力的战略准备，行军到击讨工作。以至于本能寺之变的秀吉阴谋说不禁走俏开来。然而不论如何，正如黑田官兵卫所说，中国大返还正是羽柴秀吉取代织田信长成为日本战国霸主的起点。

## 网站链接
- （日語） 中国大返还与山崎之战[永久]
- （日語） 中国大返还 纪要
- （日語） 战国日本五大战役分析[永久]
- （日語） 秀吉之谜
- （日語） 日本战国历史探究